# Peter Beck (Journalist)
Peter Beck (* 15. Juni 1958 in Frankfurt am Main) ist ein deutscher Journalist und Redakteur.

## Leben
Beck wuchs in Obertshausen im Kreis Offenbach auf und legte am dortigen Wirtschaftsgymnasium das Abitur ab. Seinen ursprünglichen Wunsch, Lehrer zu werden, gab er zugunsten einer Ausbildung zum Verlagskaufmann bei der Frankfurter Allgemeinen Zeitung auf. Anschließend studierte er Politikwissenschaft, Publizistik und Ethnologie in Mainz und Frankfurt. In den Semesterferien arbeitete er in der Bildschirmtext-Redaktion der Frankfurter Allgemeinen Zeitung. Ab 1985 wurde er dort fester Mitarbeiter. Inzwischen ist er Chef vom Dienst bei der Frankfurter Allgemeinen Sonntagszeitung.